# Schwelgersbach
Der Schwelgersbach, im Oberlauf Schwelgersgraben und in Hessen teils auch Schwelgerbach genannt, ist ein etwa 5,5 km langer, südwestlicher und orographisch rechter Zufluss der Orke im nordrhein-westfälischen Hochsauerlandkreis und hessischen Landkreis Waldeck-Frankenberg (Deutschland).

## Verlauf
Der Bach entspringt als Schwelgersgraben im westfälischen Hochsauerlandkreis in den Ostausläufern des Rothaargebirges und gehört gänzlich zur dort befindlichen Medebacher Bucht. Seine Quelle liegt im Naturpark Sauerland-Rothaargebirge im Hallenberger Hügelland zwischen den Medebacher Ortsteilen Berge und Dreislar. Sie befindet sich auf der Südostflanke des Raunsbergs (501,1 m ü. NHN), etwas südlich eines Wegabzweigs (440,5 m) auf etwa 438 m Höhe.
Anfangs fließt er als Schwelgersgraben südostwärts zur Grenze des nordhessischen Landkreises Waldeck-Frankenberg, wo er den Naturpark verlässt. In Hessen verläuft er, teils auch Schwelgerbach genannt, einen langgestreckten Linksbogen bildend, etwa in Richtung Osten durch den Münder Grund, in dem er die Kreisstraße 49 (Neukirchen–Münden) unterquert. Kurz darauf mündet der Holzenbach ein.
Etwas weiter nordöstlich mündet der Schwelgersbach, der gänzlich durch von etwas Wald gesäumtes und landwirtschaftlich genutztes Gebiet fließt, ostsüdöstlich von Münden (zu Lichtenfels) auf etwa 310 m Höhe in den dort etwa aus Richtung Westen kommenden Eder-Zufluss Orke.

## Einzugsgebiet und Zuflüsse
Das Einzugsgebiet des Schwelgersbachs ist 8,06 km² groß. Sein größter Zufluss ist mit knapp 1,6 km Länge der nahe Münden beim Schwelgersbach-km 0,95 von Süden einfließende Holzenbach, dessen Einzugsgebiet 1,856 km² groß ist.